# Liste der reichsten Thailänder
Die reichsten Thailänder nach Angaben des US-amerikanischen Magazins Forbes.

## Die reichsten Thailänder 2021 (Ausschnitt)
| Rang | Name                                                  | Nettovermögen (Milliarden USD) | hauptsächliche Herkunft des Vermögens                                   |
| ---- | ----------------------------------------------------- | ------------------------------ | ----------------------------------------------------------------------- |
| 1    | Dhanin Chearavanont und Brüder (Jaran, Montri, Sumet) | 30,2                           | Charoen Pokphand Group (Mischkonzern; u. a. 7-Eleven, True Corporation) |
| 2    | Chalerm Yoovidhya                                     | 24,4                           | Red Bull GmbH (Energy-Drinks), Erbe von Chaleo Yoovidhya                |
| 3    | Charoen Sirivadhanabhakdi                             | 12,7                           | Thai Beverage (Getränke; u. a. Chang-Bier), Big C (SB-Märkte)           |
| 4    | Familie Chirathivat                                   | 11,6                           | Central Group (Mischkonzern, u. a. Einkaufszentren)                     |
| 5    | Sarath Ratanavadi                                     | 8,9                            | Gulf Energy Development (Energie)                                       |
| 6    | Osathanugrah (Familie)                                | 3,5                            | Osotspa (Getränke)                                                      |
| 7    | Somphote Ahunai                                       | 3,3                            | Energy Absolute (Erneuerbare Energie, E-Autos)                          |
| 8    | Prasert Prasarttong-Osoth                             | 3,25                           | Dusit Medical Services (Krankenhäuser)                                  |
| 9    | Prachak Tangkaravakoon                                | 3,2                            | TOA Paint (Farben)                                                      |
| 10   | Chuchat Petaumpai & Daonapa Petampai                  | 3                              | Kredite für Motorräder                                                  |
| 11   | Harald Link                                           | 2,9                            | B.Grimm (Energie, Transport)                                            |

## Die reichsten Thailänder 2017 (Ausschnitt)
| Rang | Name                                                  | Nettovermögen (Milliarden USD) | hauptsächliche Herkunft des Vermögens                                                         |
| ---- | ----------------------------------------------------- | ------------------------------ | --------------------------------------------------------------------------------------------- |
| 1    | Dhanin Chearavanont und Brüder (Jaran, Montri, Sumet) | 21,5                           | Charoen Pokphand Group (Mischkonzern; u. a. 7-Eleven)                                         |
| 2    | Charoen Sirivadhanabhakdi                             | 15,4                           | Thai Beverage (Getränke; u. a. Chang-Bier), Big C (SB-Märkte)                                 |
| 3    | Familie Chirathivat                                   | 15,3                           | Central Group (Mischkonzern, u. a. Einkaufszentren)                                           |
| 4    | Chalerm Yoovidhya                                     | 12,5                           | Red Bull GmbH (Energy-Drinks), Erbe von Chaleo Yoovidhya                                      |
| 5    | Vichai Srivaddhanaprabha                              | 4,7                            | King Power (Duty-Free-Läden)                                                                  |
| 6    | Krit Ratanarak                                        | 3,9                            | Bangkok Broadcasting & TV (Rundfunk, u. a. BBTV Channel 7), Siam City Cement, Bank of Ayudhya |
| 7    | Vanich Chaiyawan                                      | 3,8                            | Thai Life (Versicherungen)                                                                    |
| 8    | Prasert Prasarttong-Osoth                             | 2,6                            | Dusit Medical Services (Krankenhäuser)                                                        |
| 9    | Santi Bhirombhakdi und Familie                        | 2,3                            | Boon Rawd Brewery (Getränke, u. a. Singha)                                                    |
| 10   | Aloke Lohia                                           | 1,8                            | Indorama Ventures (Kunststoffe)                                                               |
| 11   | Thaksin Shinawatra und Familie                        | 1,7                            | verschiedene Investments; früher Shin Corp (IT, Telekom), ehem. Ministerpräsident             |